# Ernst Nell
Ernst Nell (* 8. Dezember 1884 in Nächstebreck, Stadt Wuppertal; † 15. April 1983 in Aschaffenburg) war ein deutscher evangelischer Theologe und Mitglied der Kirchenleitung der Evangelischen Kirche in Hessen und Nassau.

## Leben
Ernst Nell war in den Jahren von 1928 bis 1955 Pfarrer der evangelischen Kirchengemeinde Bornheim

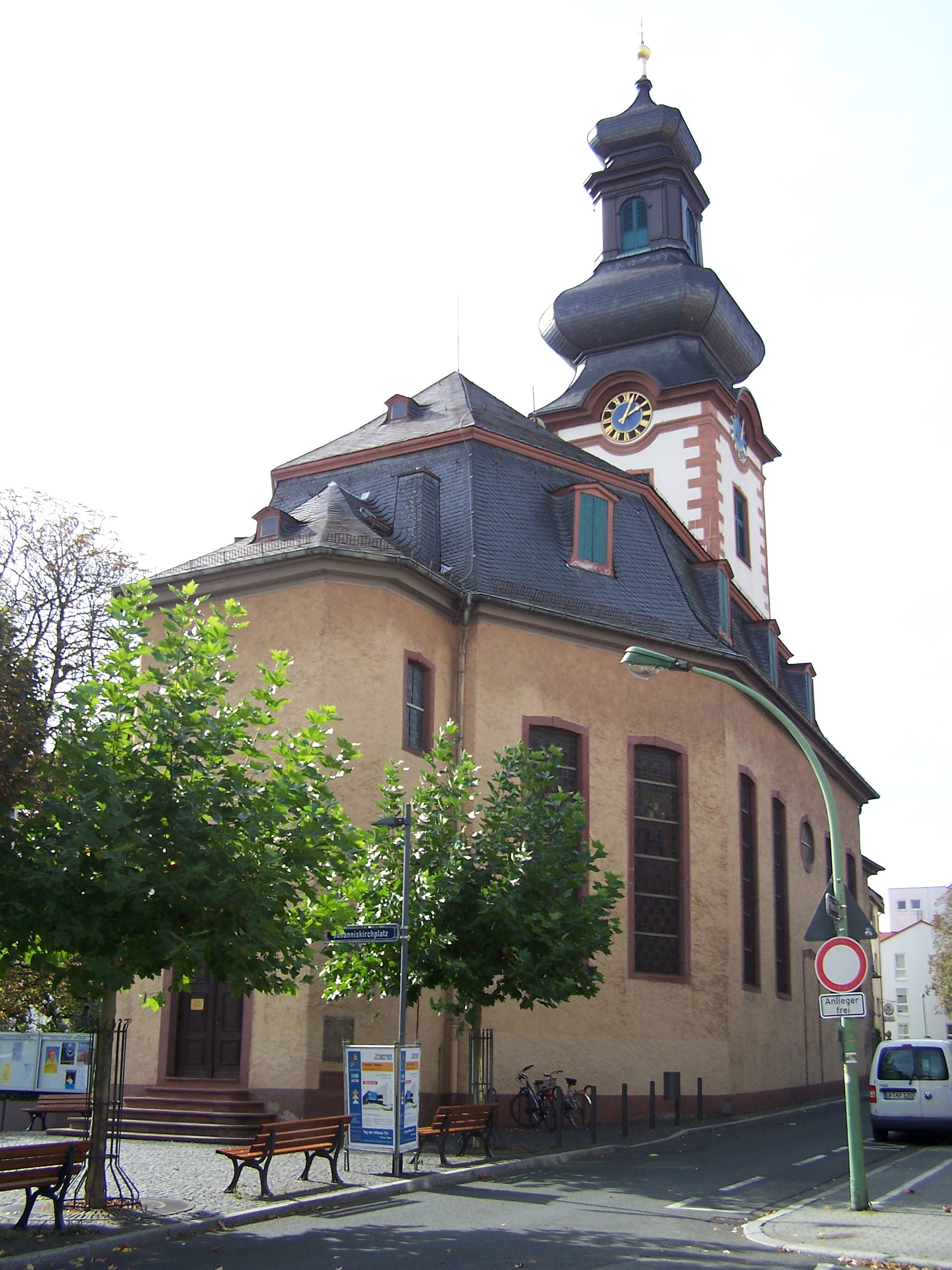
Johanniskirche in Bornheim

Von 1932 bis 1950 war er Vorsitzender des Gustav-Adolf-Werkes, das 1832 gegründet wurde und das älteste evangelische Hilfswerk ist. 
Von 1945 bis 1950 leitete er als Vorsitzender den Verband der  Evangelischen Kirchengemeinden in Frankfurt am Main. 
Nell gehörte von 1945 bis 1947 dem Verbindungsausschuss der drei Kirchenleitungen an und war von 1947 bis 1949 Mitglied der vorläufigen Kirchenleitung. Den Vorsitz führte Martin Niemöller, seine Vertreter waren Pfarrer Wilhelm Hahn als geistlicher Leiter der Kirchenverwaltung und Ernst Nell als weltlicher Leiter der Kirchenverwaltung. 
Außerdem gehörten dem Gremium 12 geistliche Mitglieder und 7 weltliche Mitglieder an. 
Er hatte als Sonderbeauftragter für die beschleunigte Vereinheitlichung der Kirchenverwaltung eine schwierige Aufgabe zu erfüllen.